# Iguaí
Iguaí is een gemeente in de Braziliaanse deelstaat Bahia. De gemeente telt 29.449 inwoners (schatting 2009).